# Fujiwara no Tsunemune
Fujiwara no Tsunemune (藤原経宗, [[[1119]] -1189] Erro: {{japonês}}: texto da transliteração contém caractere não latino (pos 18) (ajuda), também conhecido como Ōinomikado Tsunemune) foi um nobre do final do período Heian da história do Japão.

## Vida
Tsunemune foi o quarto filho de Fujiwara no Tsunezane sua mãe se chamava Kimiko e pertencia ao Ramo Kanin. Foi o 2º líder do ramo Ōinomikado do clã Fujiwara. Uma de suas irmãs foi Fujiwara no Kinshi esposa do Imperador Go-Shirakawa.
Em 1128  foi designado para o Konoefu (Quartel da Guarda do Palácio).
Sua mãe era irmã de Fujiwara no Tamako (Taikenmon-in), que era imperatriz consorte do Imperador Toba. Em 1131 passou uma temporada com o Ramo Kanin e isso ajudou Tsunemune.
Em 1142 foi promovido a Kuroudo Gashira (Chefe da Secretaria Imperial). No entanto com a abdicação do Imperador Sutoku houve uma estagnação na carreira de Tsunemune. 
Somente com a morte do imperador Konoe e a ascensão de seu primo Go-Shirakawa sua carreira deslanchou novamente em 1155 passa a ser o Dayu (Chefe) do Tōgūbō (Guarda pessoal do príncipe herdeiro). 
Em 1156 se tornou Chūnagon, em 1157 chefiou o Kebiishi (Central de Investigações Policiais), em 1158 foi promovido a Dainagon, nesta época se indispôs com Fujiwara no Tadazane preso durante a Rebelião Hōgen.
Em 1158 com a ascensão do Imperador Nijo houve uma divisão no reino que ira desembocar na Rebelião Heiji, de um lado os seguidores da continuação do governo de Go-Shirakawa como Imperador em clausura e de outro um governo de Nijo. Fujiwara no Michinori (Shinzei) e os Taira comandavam as forças pró-Nijo e Fujiwara no Narichika e Minamoto no Moronaka comandavam as tropas pró-Go-Shirakawa. Tsunemune apoia a facção pró-Go-Shirakawa ocorre que acaba sendo exilado para Awa por ordem de Taira no Kiyomori.
Em 1164 durante o reinado de Nijo, volta do exílio e é alçado para o posto de Udaijin, nesta época era chamado de Ministro Awa por ter sido exilado naquela província. Em 1166 no reinado do Imperador Rokujo é promovido a Sadaijin cargo em que permanece até falecer durante o reinado de Go-Toba.